# Trichotomy
Trichotomy is een Australisch jazzpianotrio. 
Het trio werd in 1999 als Misinterprotato opgericht door de studenten Sean Foran (piano), Samuel Vincent (contrabas) en John Parker (drums). De muziek is beïnvloed door onder meer moderne Europese jazz en modern creative musici. Het trio bracht in 2003 haar eerste album uit. Een bijzonder album was het zesde, Healthy, dat samen met het strijkkwartet Topology werd opgenomen. Op dit album worden grenzen van jazz, klassiek, minimal music en zelfs rock verkend.

## Discografie
- Now for the free (2003)
- In Is In (2005)
- Delay (2006)
- Variations (2007, Naim Jazz)
- The Gentle War (2010, Naim Jazz)
- Topology and Trichotomy : Healthy (2010)
- Fact finding mission (2013, Naim Jazz)
- Known-Unknown (2016, Challenge Records)